# Трамвай Нового Орлеана
Трамвай Нового Орлеана (англ. Streetcars in New Orleans) — мережа трамвайних ліній в місті Новий Орлеан, Луїзіана, США. Найдовша Лінія Сент-Чарльз одночасно є найстарішою трамвайною лінією у світі, рух на якій ніколи на довгий час не припинявся. В системі використовується нетипова ширина колії у 1588 мм, так звана Пенсильванська колія.

## Історія
Перші ліній конки відкрились в місті у 1835 році, в наступні десятиріччя мережа ліній постійно розширялась. Наприкінці 1880-х років почалися пошуки більш надійного, ніж коні, методу руху трамваїв; в місті проходили випробування кабельного та парового трамваю, але жоден з цих типів трамваїв не підійшов місту з різних причин. Кабельний трамвай через високий рівень ґрунтових вод, а паровий — через протести мешканців яким заважали дим, сажа та значний рівень шуму від рухомого складу. Вихід був знайдений у вигляді електричного трамваю, перша лінія якого запрацювала в місті у лютому 1893 року. Успіх та надійність електричного трамваю змусили інші компанії електрифікувати свої лінії в місті. На межі століть також почалася консолідація розрізнених компаній, що призвело до появи у 1902 році єдиної компанії що обслуговувала всі Новоорлеанські трамвайні лінії.
Перші автобуси на вулицях міста з'явились у 1924 році, і практично одразу почалися скорочення мережі та заміна трамвайних ліній автобусними маршрутами. Найактивніше лінії почали закривати в повоєнні роки, до 1960-х років вціліла лише лінія Сент-Чарльз, якій був наданий історичний статус. Наприкінці 1970-х років лінія перейшла в державну власність, це було зроблено за для отримання федерального фінансування. У 1988 році відкрилась Прибережна лінія, це була перша нова лінія в Новому Орлеані з 1926 року.
Під час урагану Катріна мережа значно постраждала від підтоплень та пошкоджень контактної мережі поваленими деревами. Повне відновлення мережі зайняло понад 2 роки. Від повені більше постраждав рухомий склад, аніж власне мережа, переважна частина історичних трамваїв в місті стала непридатною до використання через вплив води.

## Лінії
- Лінія Сент-Чарльз[en] — довжиною 21,2 км (на мапі зелена), починається від Канал-стріт прямує по вулиці Сент-Чарльз, далі по Саут-Каролтон авеню до кінцевої зупинки у Каролтоні. Цілком обслуговується історичними трамваями.

- Лінія Канал-стріт[en] — фактично дві лінії довжиною 8,9 км, лінія працювала з 1861 по 1964 роки та була знов відкрита у 2004 році. Проходить по всій довжині вулиці Канал-стріт від Міссісіпі до цвинтаря (червона лінія) з відгалуженням до міського парку (світло-зелена лінія на мапі).

- Прибережна лінія[en] — довжиною 3,2 км (на мапі синя), відкрилась 14 серпня 1988 року. Проходить поблизу французького кварталу.

- Лінія Ремпарт — Сен-Клод[en] — довжиною 2,6 км (на мапі жовта), найновіша лінія, що відкрилась 28 січня 2013 року та була завершена 2 жовтня 2016 року.

## Рухомий склад
Мережа обслуговується або історичними трамваями 1920-х років, або сучасними репліками.

## Галерея

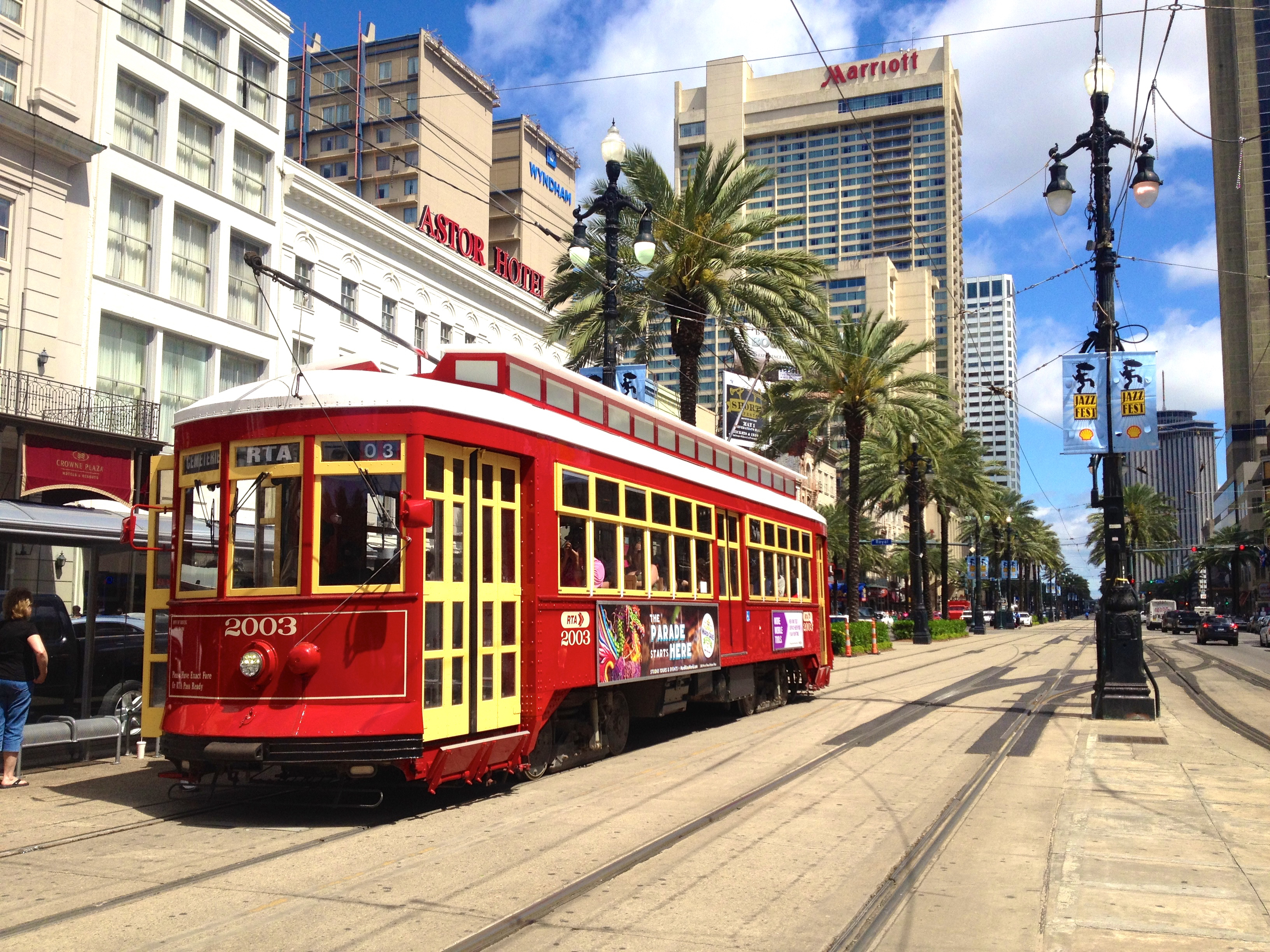
Трамвай на лінії Канал-Стріт
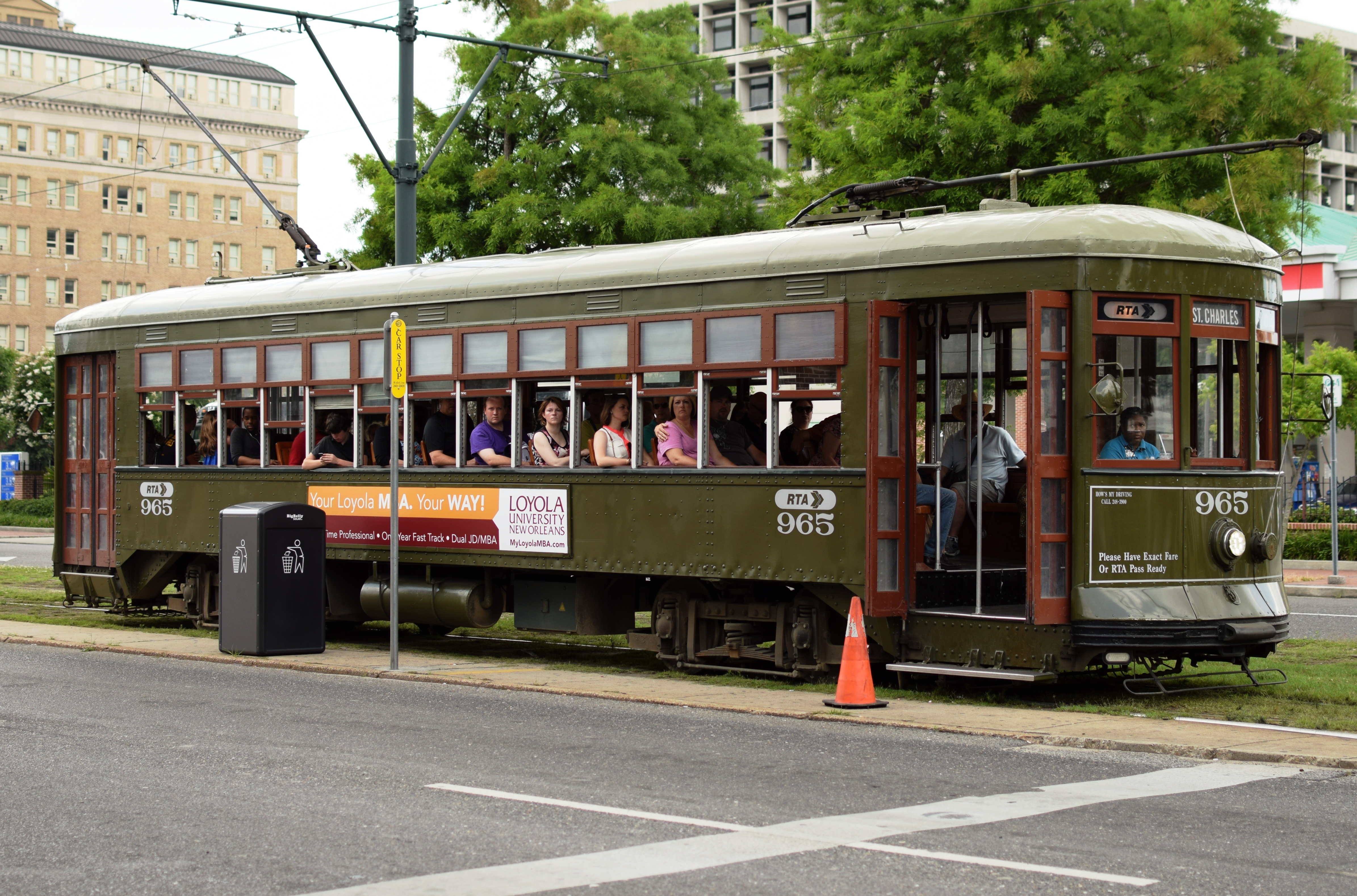
Історичний трамвай на зупинці
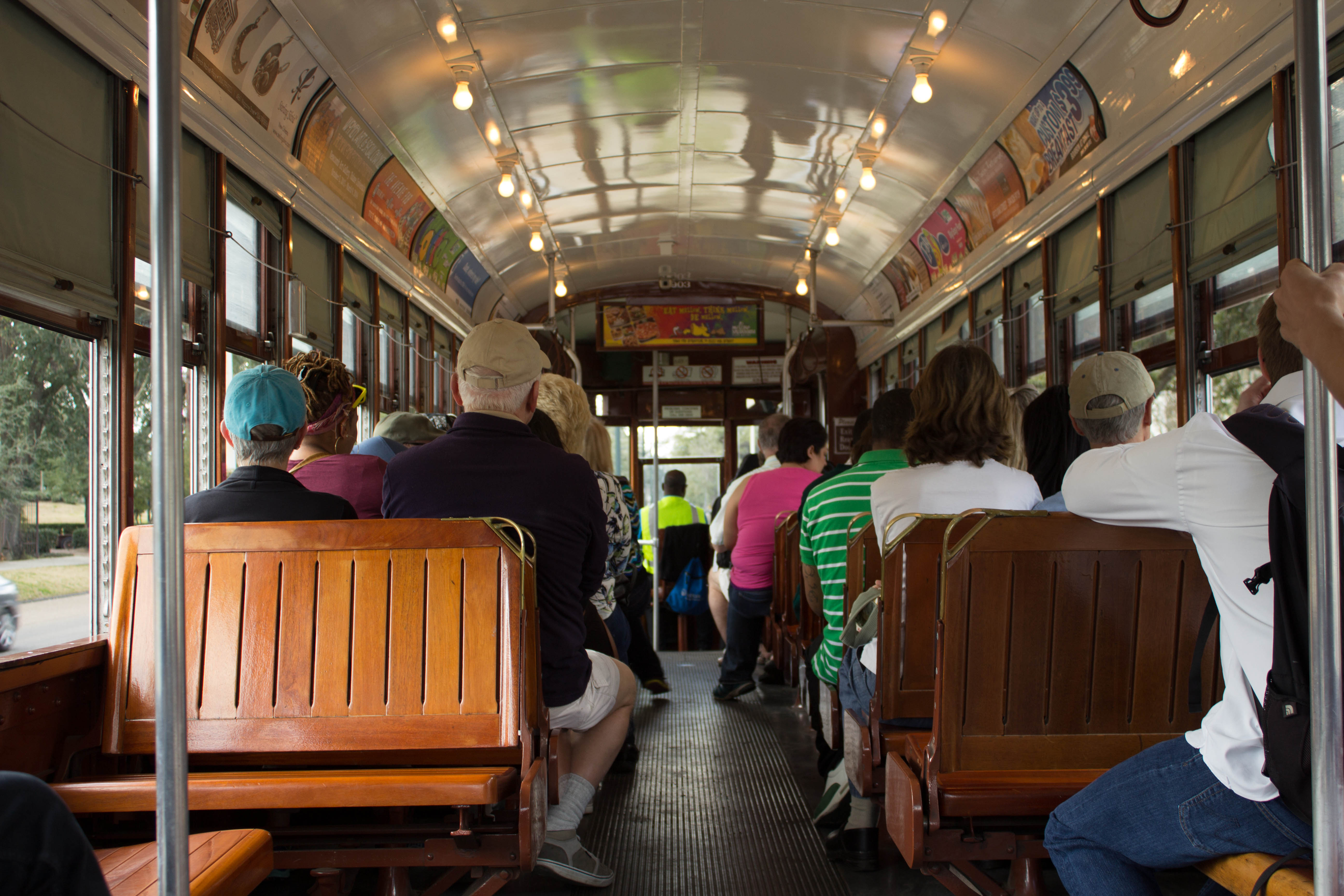
Всередині історичного трамваю на лінії Сент-Чарльз
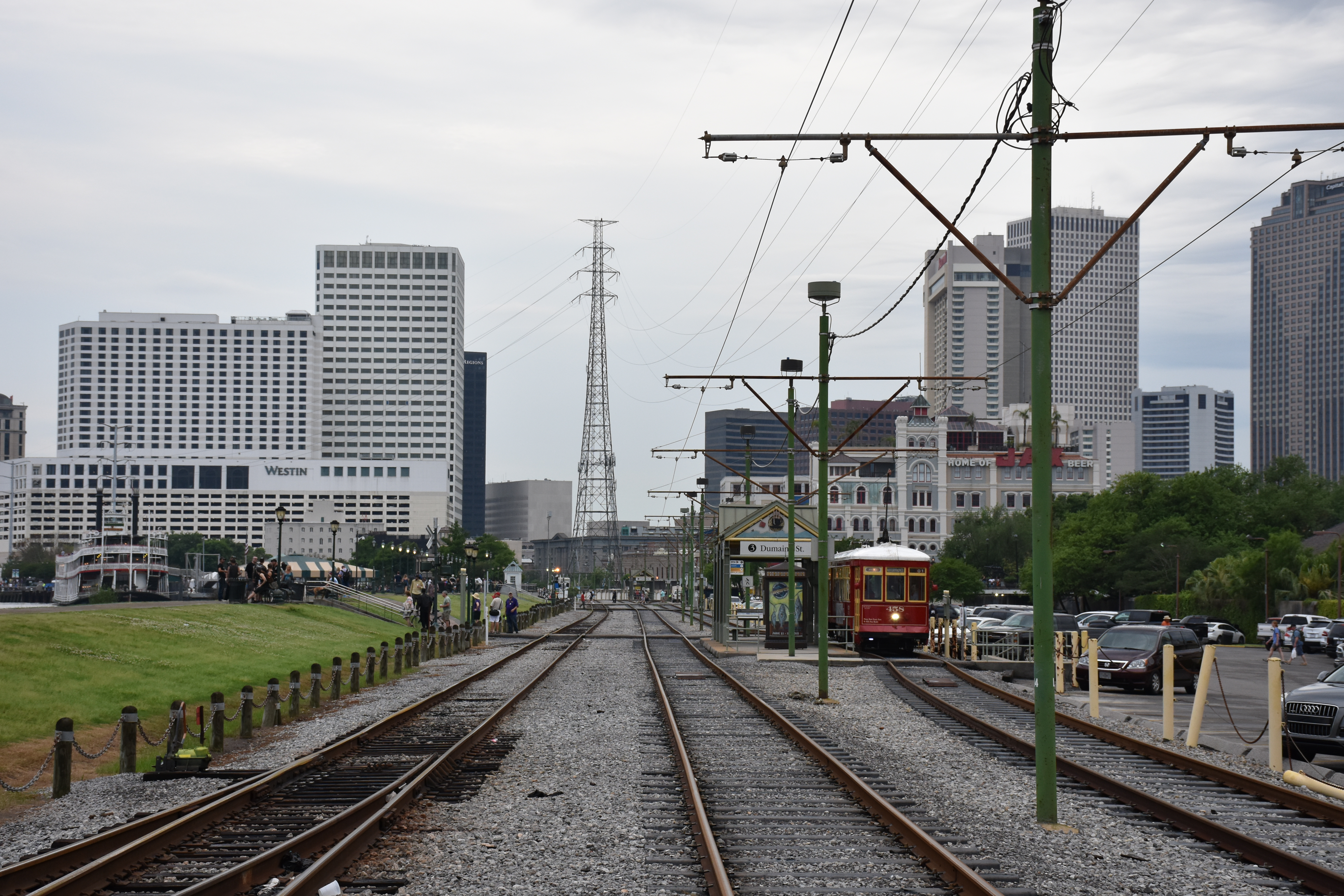
Колії Прибережної лінії